# El Pochote, Yanga
El Pochote är en ort i Mexiko.   Den ligger i kommunen Yanga och delstaten Veracruz, i den sydöstra delen av landet, 250 km öster om huvudstaden Mexico City. El Pochote ligger 556 meter över havet och antalet invånare är 488.
Terrängen runt El Pochote är kuperad åt nordväst, men åt sydost är den platt. Runt El Pochote är det ganska tätbefolkat, med 129 invånare per kvadratkilometer. Närmaste större samhälle är Córdoba, 12,6 km väster om El Pochote. Trakten runt El Pochote består till största delen av jordbruksmark.